# سبو موئانو
سبو موئانو (انگلیسی: Sebas Moyano؛ زادهٔ ۲۳ مارس ۱۹۹۷) بازیکن فوتبال اهل اسپانیا است.
وی همچنین در تیم‌های ملی فوتبال زیر ۱۷ سال اسپانیا و زیر ۱۸ سال اسپانیا بازی کرده‌است.